# Švédský kopec
Švédský kopec také Švédská mohyla je archeologická lokalita uměle navršeného kopečku nedaleko křižovatky silnice II/475 Karviná – Havířov a silnice III/4749  Albrechtice – Stonava – Karviná-Doly v katastrálním území Stonava jižně části Holkovice v okrese Karviná. Lokalita je kulturní památkou ČR.

## Historie
První písemná zmínka o obci Stonava pochází z roku 1388, kdy se v písemných pramenech objevuje vladyka Hanke von Stoen, jeden z tehdejších vlastníků Stonavy. V roce 1415 je zmiňován Zbyněk ze Stonavy, jeden z přísedících dvorského soudu v Těšíně. V roce 1434 je v listinách zmiňován Hanes Hunt Kornitz von der Stonaw, člen významného šlechtického rodu Kornitzů. V roce 1437 postoupil kníže Přemysl II Těšínský vrchní práva ve Stonavě Machníkovi ze Stonavy. Z pramenů vyplývá, že Stonava byla v držení několika vlastníků, a také zde bylo zřejmě šlechtické sídlo v podobě tvrze v místě tzv. Švédského kopce.
Švédský kopec je poutní místo ve Stonavě, o kterém panuje spousta pověstí a legend. Třeba že jsou zde pochováni švédští vojáci, padlí či zemřelí v průběhu třicetileté války. Tyto domněnky byly vyvráceny po průzkumu lokality v šedesátých letech 20. století, ale hlavně v srpnu 1986. V tomto roce byl proveden sondážní archeologický výzkum, který vedl Pavel Kouřil a na základě průzkumu určil, že jde o drobné středověké opevnění typu motte z 14. – 15. století.

## Popis
Švédský kopec se nachází v nadmořské výšce 245 m v malém lesíku na levém břehu bezejmenného potoka, který je levostranným přítokem řeky Stonávky. Má skoro kruhový tvar o průměru asi 25 m (měřeno u paty kopce), oválná horní plošina má rozměr 15 × 20 m, převýšení činí asi šest metrů. Z jižní a západní strany jej obtéká potok. Středověké opevnění je uměle navršený kopec zeminy s málo znatelnými kamennými valy na severní a severovýchodní straně.

## Pověst
Jedna z pověstí uvádí, že mohyla je hromadným hrobem švédských vojáků z dob třicetileté války. V době pobytu švédských vojsk v blízkém táboře zemřel novorozený syn švédského krále, který jej na to uložil do hrobu. Každý voják na hrob hodil hrst hlíny za synka i za mrtvé vojáky a tak vznikla mohyla.
Časem mohyla zarostla. V době před první světovou válkou si chtěli dva chalupníci zarovnat svá pole a k tomu chtěli použít hlínu z mohyly. Jenže, co z ní odvezli ve dne, v noci se vrátilo. A dále se říká, že oba do roka a do dne onemocněli a zemřeli, protože je stihl trest za rušení klidu mrtvých.

## Galerie

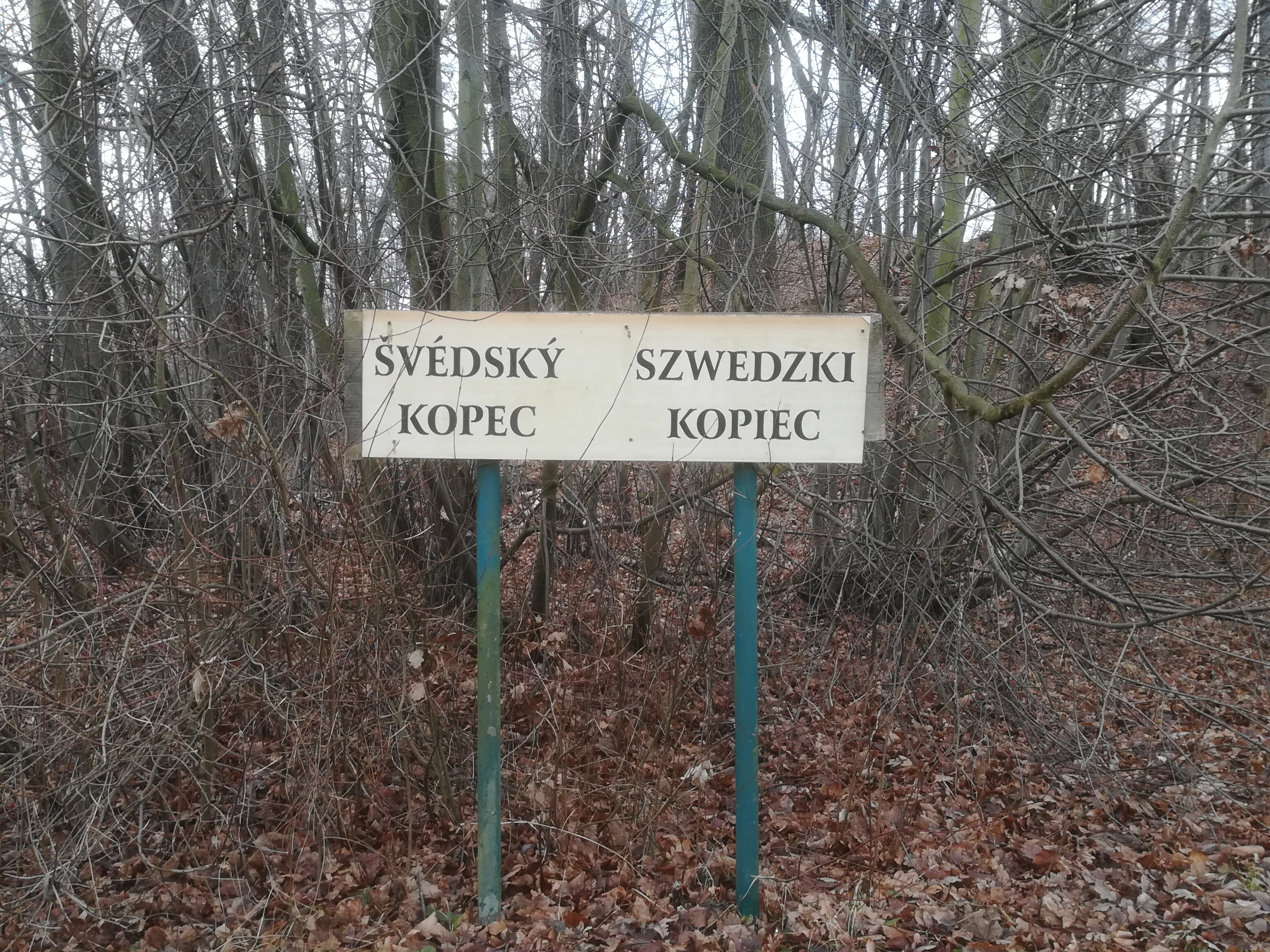
Dvojjazyčná cedule
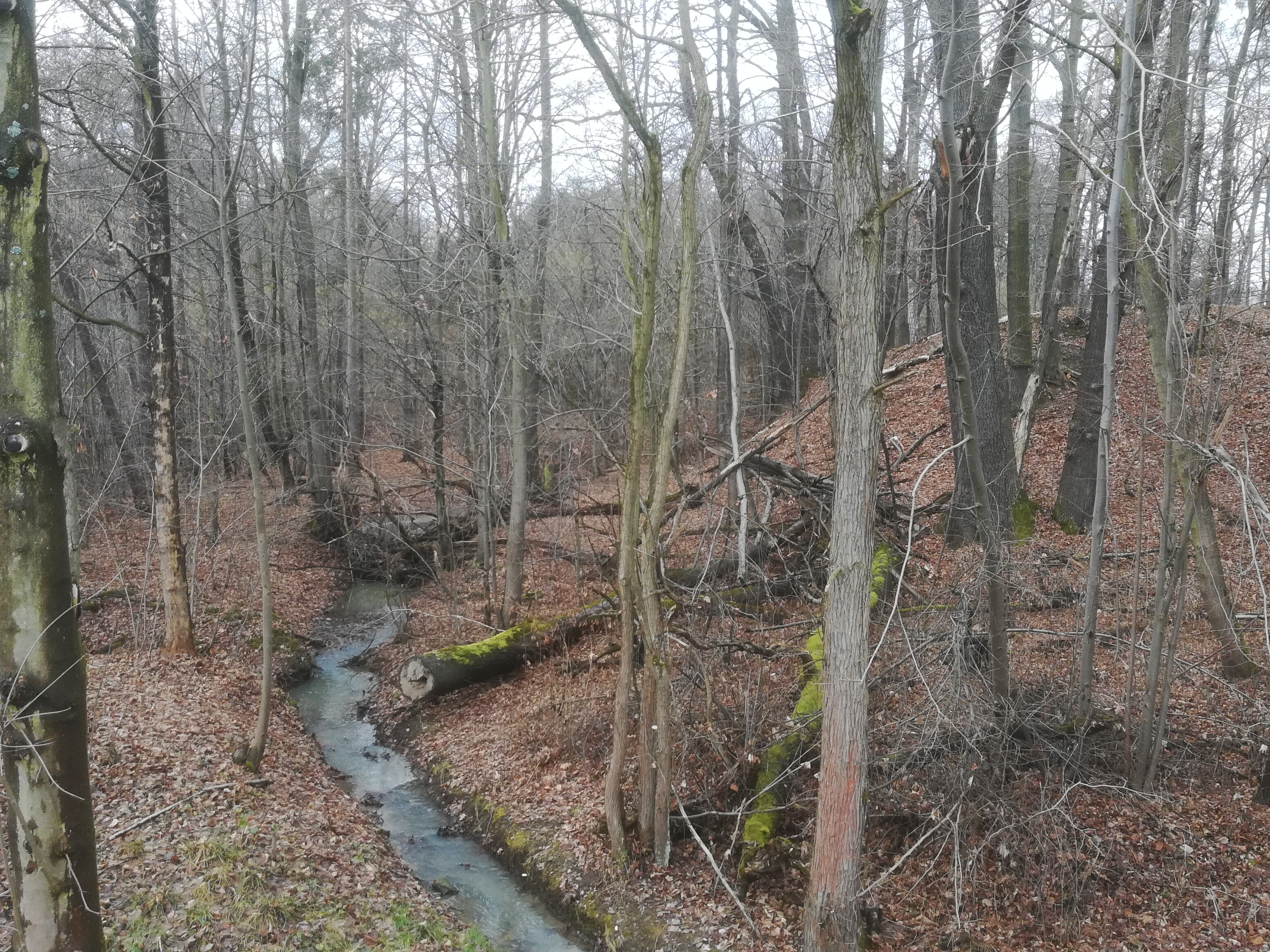
Obtékající potok
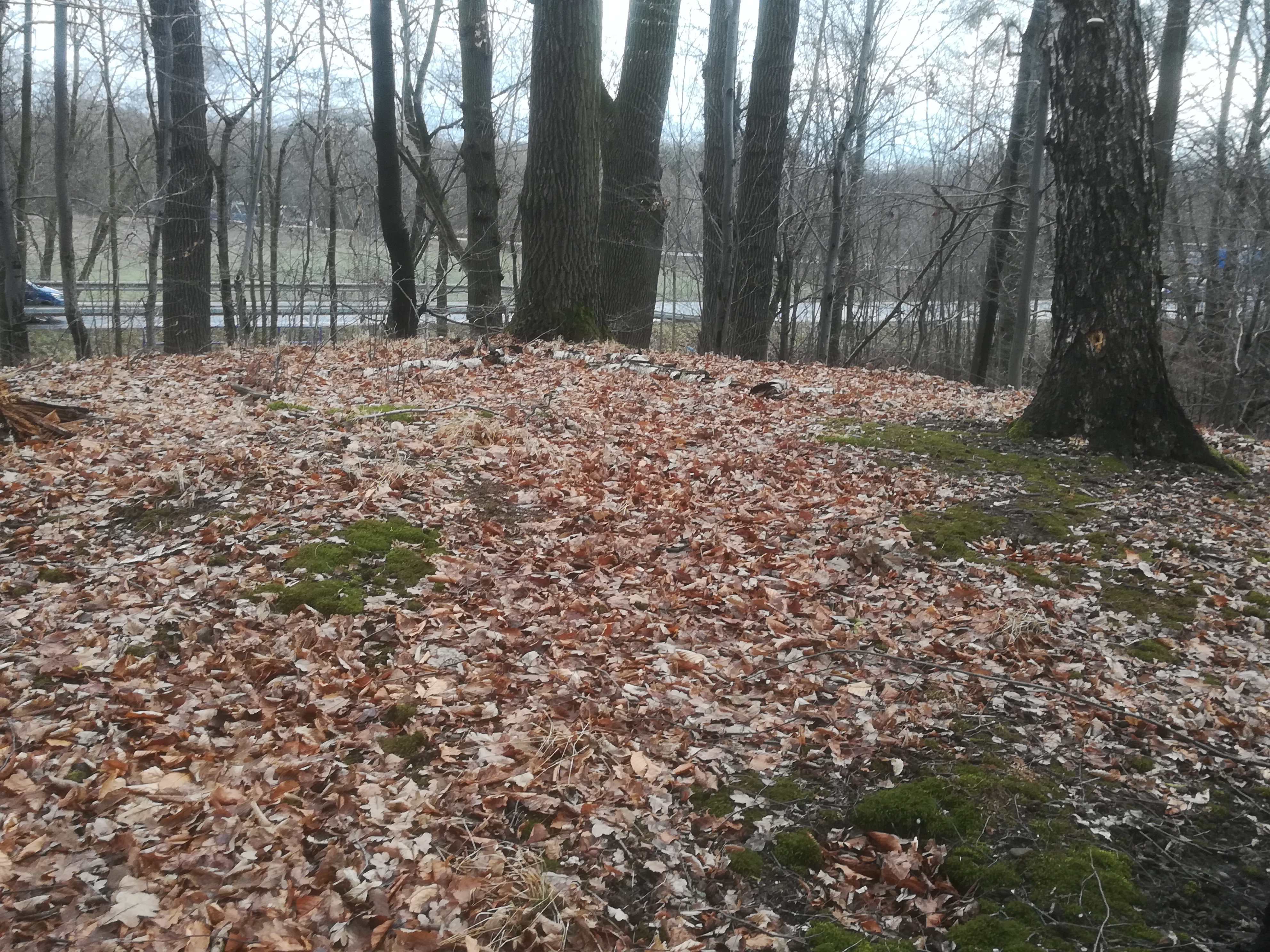
Horní plošina
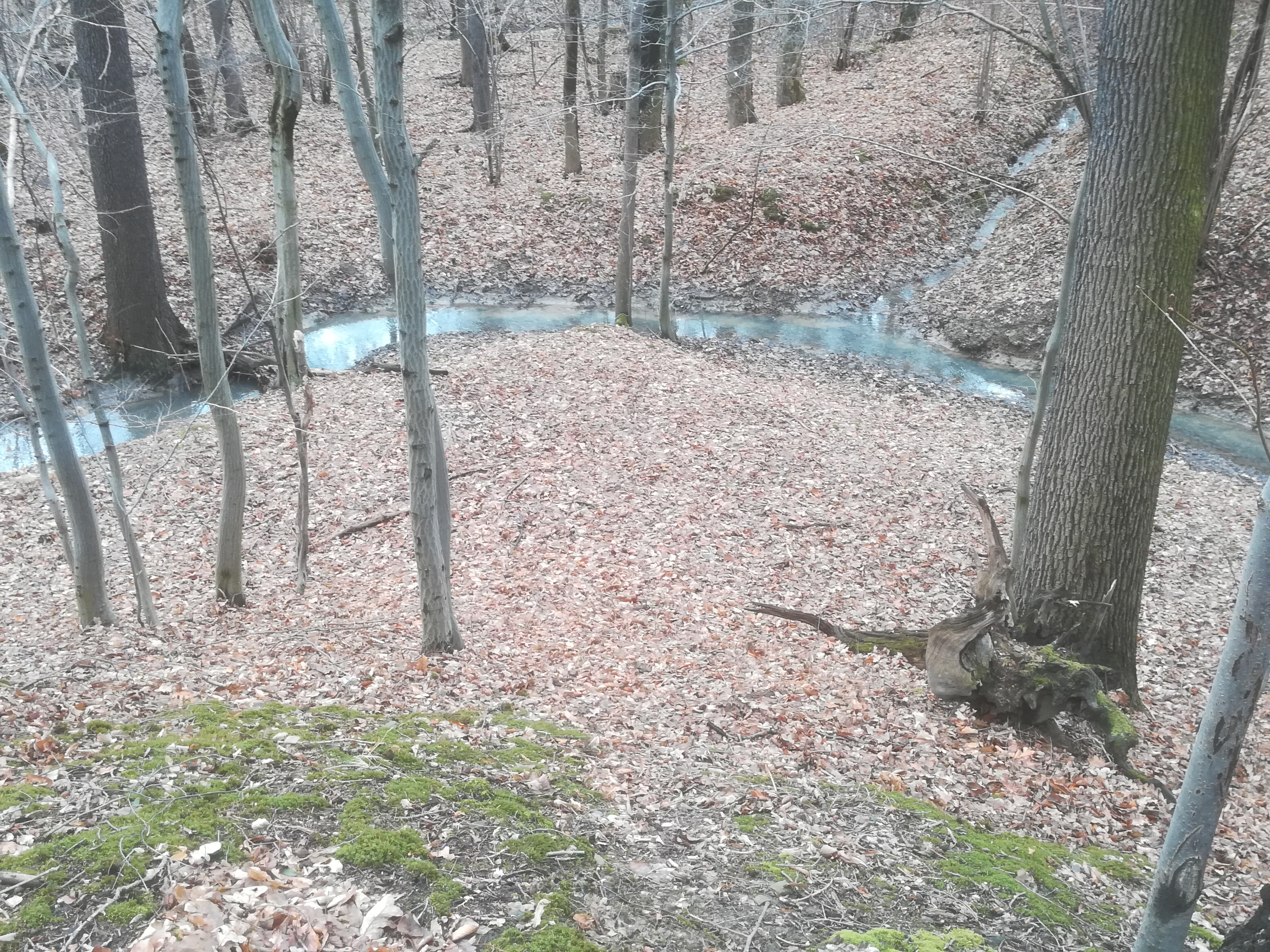
Náznaky valu v severovýchodním směru